# Johann Rufinatscha
Johann Rufinatscha (Mals, Tirol del Sud, primer d'octubre de 1812 - Viena, 25 de maig de 1893) fou un compositor i pedagog austríac.
Als 14 anys ingressà en l'Escola de l'Agrupació Musical d'Innsbruck, on estudià violí (amb J. Alliani), i piano i teoria musical (amb M. Goller) fins a 1833. El 1835 es traslladà a Viena per a perfeccionar-se en contrapunt amb Simon Sechter. Allí residiria la resta de la seva vida salvat alguns viatges que va fe per a donar concerts. A Viena va tenir diversos deixebles entre d'altres en Julius Epstein i en Friedrich Brandeis.
Va compondre nombroses obres instrumentals (obertures, quartets, simfonies, etc.) i cançons per a una i diverses veus, algunes molt estimables.